# Asterogyne ramosa
Asterogyne ramosa es una especie fanerógama de palma (familia Arecaceae).

## Distribución y hábitat
Se la halla solo en la Península de Paria de Venezuela. Es una pequeña palmera que está dispersa en el bosque nublado de montaña entre los 750 y 1000 m de altitud.

## Taxonomía
Asterogyne ramosa  fue descrita por (H.E.Moore) Wess.Boer y publicado en Geonomoid Palms 81. 1968
Etimología
Asterogyne: nombre genérico que deriva de las palabras griegas: Astero- que significa estrella, y gyne mujer, se refiere a la forma estellada que tiene el pistilo de las especies de este género.
ramosa: epíteto latino que seginifica "con ramas".
Sinonimia
- Aristeyera ramosa H.E.Moore (1967).[5][3]